# Ferdinand Böhme
August Julius Ferdinand Böhme (Bad Gandersheim,4 februari 1815 – aldaar 30 mei 1883) was een Duits muzikant, die voor langere tijd in Nederland verbleef. Hij was zoon van stadsmuzikant Christian Böhme, die tevens betrokken was bij Liedertafel Concordia in Bad Gandersheim. 
Hij kreeg zijn muzikale opleiding In Leipzig en Kassel. Docenten waren Carl Friedrich Zöllner, Carl Schmittbach, Louis Spohr en Moritz Hauptman. Hij richtte in Bad Gandersheim een dameskoor op en gaf er leiding aan. Hij werkte toen ook als violist en dirigent in Zwitserland, onder andere in Bern (koor) en  Genève (orkest). Hij was vanaf 1846 tot 1875 werkzaam als het hoofd van alle muziekverenigingen (o.a. Euterpe) en –opleidingen te Dordrecht en was in die hoedanigheid ook kapelmeester (en luitenant) van de Dordtse schutterij. In 1864 mocht hij als dank voor zijn werkzaamheden in het raadhuis van Dordrecht van burgemeester Gerrit Adrianus de Raadt twee orkestpartituren in ontvangst nemen.
Als leraar was hij ervoor verantwoordelijk dat Willem Kes op jonge leeftijd behouden bleef voor de muziek. Hij gaf hem lessen in viool, muziektheorie en partituurlezen. Andere leerlingen waren James Kwast en Cornelis van der Linden. 
In 1875 vertrok hij weer naar Duitsland vanwege een oogziekte.
Hij componeerde en arrangeerde een aantal werken, maar weinige verschenen in drukvorm. Zijn Marche triomphale sur des motifs de Donizetti pour le piano verscheen in 1847 wel in druk (Paling & Co.).  Zijn Marcia Funebre ter nagedachtenis aan Ary Scheffer en Souvenir de 9 août 1859, marche pour le piano (opgedragen aan Cornelia Paulina van den Santheuvel en Paul Hendrik Geraerds Thesingh) verschenen in 1859. In 1862 werd van hem een feestcantate uitgevoerd tijdens de onthulling van een standbeeld van diezelfde Scheffer. Meidrank voor a capella koor uit datzelfde jaar werd uitgevoerd in Arnhem.
- Biografisch Portaal: 57604823
- Digitale Bibliotheek voor de Nederlandse Letteren: bohm004
- Gemeinsame Normdatei: 116220864
- International Standard Name Identifier: 0000 0000 1384 0536
- Library of Congress Control Number: no2019001821
- Nederlandse Thesaurus van Auteursnamen: 183434765
- Virtual International Authority File: 37661379
- WorldCat: E39PBJkCXhkG3XmJYRF4bqBgKd